# Região Geográfica Imediata de Alegre
A Região Geográfica Imediata de Alegre é uma das oito regiões imediatas do Estado do Espírito Santo, uma das duas regiões imediatas que compõem a Região Geográfica Intermediária de Cachoeiro do Itapemirim e uma das 509 regiões imediatas do Brasil, criadas pelo IBGE em 2017.
É composta por 12 municípios, tendo uma população estimada pelo IBGE para 1.º de julho de 2017, de 201 406 habitantes e uma área total de 4011.163 km².

## Municípios
Fonte: IBGE – Cidades
| Município              | População Estimada (2017) | Área (km²) |
| ---------------------- | ------------------------- | ---------- |
| Alegre                 | 32 146                    | 772.714    |
| Apiacá                 | 7 932                     | 193.579    |
| Bom Jesus do Norte     | 10 254                    | 89.111     |
| Divino de São Lourenço | 4 612                     | 175.792    |
| Dores do Rio Preto     | 6 949                     | 153.106    |
| Guaçuí                 | 31 201                    | 467.158    |
| Ibatiba                | 25 882                    | 241.490    |
| Ibitirama              | 9 373                     | 329.451    |
| irupi                  | 13 380                    | 184.547    |
| Iúna                   | 29 896                    | 460.522    |
| Muniz Freire           | 18 745                    | 679,922    |
| São José do Calçado    | 11 036                    | 272,771    |
| Total                  | 201 406                   | 4011.163   |